# مایکل زوک
مایکل زوک (انگلیسی: Michal Zuk؛ زادهٔ ۲ ژانویهٔ ۲۰۰۹) بازیکن فوتبال اهل اسپانیا است.

## زندگی‌نامه
زوک متولد کاتالونیا، اسپانیا، در خیرونا بزرگ شد و کار خود را با هتل آکوا آغاز کرد، جایی که در ۱۶ بازی به عنوان هافبک ۲۷ گل به ثمر رساند.